# 피에르에밀 호이비에르
피에르에밀 코르트 호이비에르(덴마크어: Pierre-Emile Kordt Højbjerg, 1995년 8월 5일 ~ )는 덴마크의 축구 선수로 포지션은 미드필더이다. 현재는 마르세유 소속으로 뛰고 있다.
2012-2013 시즌부터 FC 바이에른 뮌헨 1군에 합류했다. 2010-2011, 2011-2012 시즌 연속으로 보루시아 도르트문트에 빼앗겼던 푸스발-분데스리가 챔피언 자리를 되찾고 2009-2010 시즌 이후 3년만의 DFB-포칼 우승과 12년 만에 UEFA 챔피언스리그 우승을 FC 바이에른 뮌헨에 안겨주며 트레블을 달성한 명장 유프 하인케스와 2013-2014시즌부터 FC 바이에른 뮌헨을 이끌고 있는 펩 과르디올라에게 엄청난 재능을 지녔다고 칭찬을 받은 선수이다. 팀 동료이자 FC 바이에른 뮌헨의 주전 왼쪽 풀백인 데이비드 알라바가 가지고 있던 FC 바이에른 뮌헨의 최연소 데뷔 기록을 17세 251일로 갱신한 선수이다.
그 후 FC 아우크스부르크와 FC 샬케 04에서 임대 생활을 보낸 후 사우샘프턴으로 이적했다.
2020년 호이비에르는 토트넘 홋스퍼로 이적하여 좋은 활약을 보여주고 있다.

## 클럽 경력

### 초기 경력
처음에 BK Skjold와 Kjøbenhavns Boldklub에서 뛰던 그는 14세에 주니어 선수로 Brøndby IF로 옮겼다. 지네딘 지단을 롤모델로 삼았다. 겨우 5세의 나이에 호이비에르는 지역 클럽 Skjold에서 6세 형과 함께 훈련 세션에 참석하기 시작했다. 그는 코펜하겐에서 스트라이커로 배치되었다. 호이비에르는 데뷔전부터 중앙 미드필더로 활약하며 때로는 우측 측면 미드필더로도 활약한다. 이후 수비형 미드필더로 전향했다.
2011년에 호이비에르는 "올해의 덴마크 17세 이하 선수"라는 칭호를 받았다. 2013년에는 덴마크 선수협회(Spillerforeningen)가 선정한 "올해의 덴마크 인재상"을 수상했다.

### 바이에른 뮌헨
호이비에르는 2012년 7월 바이에른에 입단했으며 17세 251일의 나이로 2013년 4월 13일 1. FC Nürnberg와의 분데스리가 경기에서 Xherdan Shaqiri의 교체 선수로 프로 데뷔하여 역대 최연소 선수가 되었다. 분데스리가의 바이에른 뮌헨 1군. 그는 2012-13 시즌을 1군에서 치른 2경기에서 무득점, 예비팀에서 치른 30경기에서 8골로 마쳤다.
그해 12월, 그는 모로코에서 열린 2013 FIFA 클럽 월드컵에서 우승한 바이에른 스쿼드에 있었지만 토너먼트 기간 동안 경기장에 들어가지는 않았다. 2014년 5월 17일, 호이비에르는 보루시아 도르트문트를 2-0으로 이긴 바이에른 뮌헨의 DFB-포칼 결승전을 시작했다. 그는 총 102분을 뛰었고 연장전 전반에 Daniel Van Buyten과 교체되었다. 그는 2013-14 시즌을 7번의 분데스리가 출전과 2번의 독일 컵 출전으로 1군에서, 그리고 예비 팀에서 14번 출전하여 4골을 기록하며 마무리했다.
2014-15 시즌의 그의 첫 경기는 8월 13일 DFL-슈퍼컵으로, 첫 1시간 동안 플레이한 다음 바이에른이 보루시아 도르트문트에서 2-0으로 패하면서 마리오 괴체와 교체되었다. 2015년 1월 8일, 바이에른은 호이비에르의 계약을 2018년까지 연장했다. 그는 8번의 분데스리가 출전, 1번의 독일 컵 출전, 3번의 챔피언스 리그 출전에서 무득점으로 2014-15 시즌을 마쳤다. 2015년 1월 7일, 호이비에르는 남은 2014-15 시즌 동안 분데스리가 FC 아우크스부르크로 임대되었다. 그는 2월 1일 1899 호펜하임전에서 데뷔전을 치렀다. 호이비에르는 4월 11일 SC Paderborn 07을 상대로 2-1로 패하며 첫 분데스리가 골을 기록했다. 5월 9일, 그는 아우크스부르크가 이미 바이에른 뮌헨을 상대로 승리를 거두면서 라울 보바디야의 유일한 골을 도왔다. 그는 분데스리가 16경기 2골로 임대 생활을 마쳤다.
2015년 8월 28일, 호이비에르는 동료 분데스리가 팀인 Schalke 04에 시즌 임대로 합류했다. 그는 유로파리그 6경기를 포함해 겔젠키르헨에 기반을 둔 클럽에서 30경기를 뛰었고 시즌 말에 덴마크 신문 B.T. 바이에른 뮌헨을 떠나 다른 곳에서 1군 주전이 될 때가 왔다는 것.

### 사우샘프턴
2016년 7월 11일, 호이비에르는 약 £12.8M의 이적료에 5년 계약으로 영국 클럽 사우샘프턴에 합류했다. 그는 8월 13일 시즌이 왓포드와의 1-1 홈 무승부로 시작되면서 프리미어 리그에 데뷔했으며, 55분에 James Ward-Prowse를 대신했다. BBC Sport의 Neil Johnston은 그가 성도들에게 "속도와 긴박함을 불어넣었다"고 썼다. "촬영하는 것을 두려워하지 않고 열심히 일했다." 그는 2017 EFL 컵 결승전에 진출하기 위해 다섯 경기를 모두 치렀지만, 호이비에르는 사우샘프턴이 맨체스터 유나이티드에 3-2로 패한 웸블리 스타디움 경기에서 사용되지 않은 교체 선수였다.
호이비에르는 2018년 3월 18일 54번째 경기에서 세인츠의 첫 골을 넣었고, 새 감독 마크 휴즈의 첫 경기인 FA컵 6라운드 리그 원 클럽 위건 애슬레틱에서 2-0 승리를 거두었다. 그해 12월에 Hughes의 후임자인 Ralph Hasenhüttl은 그를 Saints의 주장으로 임명했다. 그러나 2020년 6월, 호이비에르는 Ward-Prowse가 그를 주장으로 교체하면서 클럽을 떠나고 싶다는 의사를 공개적으로 밝힌 후 주장직을 박탈당했다.

### 토트넘 홋스퍼
2020년 8월 11일, 호이비에르는 5년 계약으로 토트넘 홋스퍼에 합류했으며, 보고된 초기 수수료는 £1,500만(추가 옵션 포함)이다.
그는 9월 13일 에버턴에게 1-0으로 패한 안방 경기에서 데뷔전을 치렀다. 이러한 초기 좌절에도 불구하고 호이비에르는 곧 중앙 수비형 미드필더 위치에서 José Mourinho 스쿼드의 핵심 멤버가 되어 많은 경기에서 그의 활약에 대해 큰 찬사를 받았을 뿐만 아니라 11월 프리미어 리그 이달의 선수로 지명되었다. 2021년 1월 28일, 호이비에르는 리버풀에게 홈에서 3-1로 패하면서 20야드 스트라이크로 프리미어 리그에서 스퍼스의 첫 골을 넣었다. 그는 2020-21 시즌(3420분) 동안 선수 중 가장 많은 출전 기록을 세웠다.
2022년 11월 1일, 그는 토트넘 홋스퍼가 2022-23 챔피언스 리그 시즌 D조 1위를 차지한 마르세유를 상대로 2-1 원정 승리를 거두며 95분에 골을 넣었다.

## 국제 경력
호이비에르는 덴마크에서 덴마크인 아버지 사이에서 태어났다.

## 기록

### 대회 기록
FC 바이에른 뮌헨 (2013~2016)
- 분데스리가: 2012–13, 2013–14
- DFB-포칼: 2012–13, 2013–14
- UEFA 챔피언스리그: 2012–13
- FIFA 클럽 월드컵: 2013

사우샘프턴 FC (2016~2020)
- EFL컵 준우승: 2016-17[2]

토트넘 홋스퍼 FC (2020~ )
- EFL컵 준우승 : 2020-21

덴마크 축구 국가대표팀 (2016~ )